# NGC 4627
NGC 4627 је елиптична галаксија у сазвежђу Ловачки пси која се налази на NGC листи објеката дубоког неба.
Деклинација објекта је + 32° 34' 26" а ректасцензија 12h 41m 59,6s. Привидна величина (магнитуда) објекта NGC 4627 износи 12,0 а фотографска магнитуда 13,0. Налази се на удаљености од 9,3800 милиона парсека од Сунца. NGC 4627 је још познат и под ознакама UGC 7860, MCG 6-28-19, CGCG 188-15, ARP 281, KUG 1239+328A, PGC 42620.